# 15e étape du Tour de France 2006
La 15e étape du Tour de France 2006 s'est déroulée le 18 juillet entre Gap et L'Alpe d'Huez sur une distance de 187 km.

## Profil de l'étape
Il s'agit de la 15e étape de ce Tour 2006.
- 3 ascensions

1. Le col d'Izoard (15,5 km à 7 %, hors catégorie) à 2 360 m d'altitude au km 86 ;
2. Le col du Lautaret (12,1 km à 4,4 %, 2e catégorie) à 2 058 m d'altitude au km 134 ;
3. L'Alpe d'Huez (13,8 km à 7,9 %, hors catégorie) à 1 850 m d'altitude au km 187.

- 2 sprints de bonifications

1. Au kilomètre 35, à Embrun ;
2. Au kilomètre 121, à Le Monêtier-les-Bains.

## Classement de l'étape
| \| 1. \| Fränk Schleck \| Luxembourg \| en \| 4 h 52 min 22 s \| \| 2. \| Damiano Cunego \| Italie \| + \| 11 s \| \| 3. \| Stefano Garzelli \| Italie \| \| 1 min 10 s \| \| 4. \| Floyd Landis \| États-Unis \| \| m.t. \| \| 5. \| Andreas Klöden \| Allemagne \| \| m.t. \| \| 6. \| Rubén Lobato \| Espagne \| \| 1 min 14 s \| \| 7. \| Sylvain Chavanel \| France \| \| 1 min 18 s \| \| 8. \| Eddy Mazzoleni \| Italie \| \| 1 min 28 s \| \| 9. \| Carlos Sastre \| Espagne \| \| 1 min 35 s \| \| 10. \| Levi Leipheimer \| États-Unis \| \| 1 min 49 s \| |                  |            |    |                 |
| 1. | Fränk Schleck    | Luxembourg | en | 4 h 52 min 22 s |
| 2. | Damiano Cunego   | Italie     | +  | 11 s            |
| 3. | Stefano Garzelli | Italie     |    | 1 min 10 s      |
| 4. | Floyd Landis     | États-Unis |    | m.t.            |
| 5. | Andreas Klöden   | Allemagne  |    | m.t.            |
| 6. | Rubén Lobato     | Espagne    |    | 1 min 14 s      |
| 7. | Sylvain Chavanel | France     |    | 1 min 18 s      |
| 8. | Eddy Mazzoleni   | Italie     |    | 1 min 28 s      |
| 9. | Carlos Sastre    | Espagne    |    | 1 min 35 s      |
| 10. | Levi Leipheimer  | États-Unis |    | 1 min 49 s      |

- Prix de la combativité : Stefano Garzelli  Italie

## Classement général
| \| DSQ \| Floyd Landis \| États-Unis \| en \| 69 h 00 min 05 s \| \| 1. \| Óscar Pereiro \| Espagne \| en \| 69 h 00 min 15 s \| \| 2. \| Cyril Dessel \| France \| + \| 1 min 52 s \| \| 3. \| Denis Menchov \| Russie \| \| 2 min 2 s \| \| 4. \| Carlos Sastre \| Espagne \| \| 2 min 7 s \| \| 5. \| Andreas Klöden \| Allemagne \| \| 2 min 19 s \| \| 6. \| Cadel Evans \| Australie \| \| 2 min 46 s \| \| 7. \| Michael Rogers \| Australie \| \| 4 min 51 s \| \| 8. \| Levi Leipheimer \| États-Unis \| \| 6 min 8 s \| \| 9. \| Haimar Zubeldia \| Espagne \| \| 6 min 10 s \| \| 10. \| Christophe Moreau \| France \| \| 6 min 12 s \| |                   |            |    |                  |
| DSQ | Floyd Landis      | États-Unis | en | 69 h 00 min 05 s |
| 1. | Óscar Pereiro     | Espagne    | en | 69 h 00 min 15 s |
| 2. | Cyril Dessel      | France     | +  | 1 min 52 s       |
| 3. | Denis Menchov     | Russie     |    | 2 min 2 s        |
| 4. | Carlos Sastre     | Espagne    |    | 2 min 7 s        |
| 5. | Andreas Klöden    | Allemagne  |    | 2 min 19 s       |
| 6. | Cadel Evans       | Australie  |    | 2 min 46 s       |
| 7. | Michael Rogers    | Australie  |    | 4 min 51 s       |
| 8. | Levi Leipheimer   | États-Unis |    | 6 min 8 s        |
| 9. | Haimar Zubeldia   | Espagne    |    | 6 min 10 s       |
| 10. | Christophe Moreau | France     |    | 6 min 12 s       |

## Classements annexes
| Classement     | Coureur                    | Total             |
| -------------- | -------------------------- | ----------------- |
| points         | Robbie McEwen Australie    | 252 pts           |
| montagne       | David de la Fuente Espagne | 80 pts            |
| meilleur jeune | Markus Fothen Allemagne    | 69 h 08 min 28 s  |
| équipe         | Team CSC Danemark          | 206 h 51 min 13 s |

## Sprint intermédiaires
1er sprint intermédiaire de Embrun (35 km)
| Premier   | Bernhard Eisel Autriche       | 6 pts et 6 s |
| Second    | Michael Albasini Suisse       | 4 pts et 4 s |
| Troisième | Francisco-Javier Vila Espagne | 2 pts et 2 s |

2e sprint intermédiaire de Le Monêtier-les-Bains (121 km)
| Premier   | David Zabriskie États-Unis | 6 pts et 6 s |
| Second    | Rubén Lobato Espagne       | 4 pts et 4 s |
| Troisième | George Hincapie États-Unis | 2 pts et 2 s |

## Ascensions
Col d'Izoard, Hors catégorie (86 km)
| Premier   | Stefano Garzelli Italie    | 20 pts |
| Second    | David de la Fuente Espagne | 18 pts |
| Troisième | Damiano Cunego Italie      | 16 pts |
| Quatrième | Patxi Vila Espagne         | 14 pts |
| Cinquième | Egoi Martínez Espagne      | 12 pts |
| Sixième   | Fränk Schleck Luxembourg   | 10 pts |
| Septième  | Anthony Charteau France    | 8 pts  |
| Huitième  | José Luis Arrieta Espagne  | 7 pts  |
| Neuvième  | Jens Voigt Allemagne       | 6 pts  |
| Dixième   | David Arroyo Espagne       | 5 pts  |

Col du Lautaret, 2e catégorie (134 km)
| Premier   | David de la Fuente         | 10 pts |
| Second    | Patxi Vila                 | 9 pts  |
| Troisième | Stefano Garzelli Italie    | 8 pts  |
| Quatrième | Jens Voigt Allemagne       | 7 pts  |
| Cinquième | David Zabriskie États-Unis | 6 pts  |
| Sixième   | Axel Merckx Belgique       | 5 pts  |

L'Alpe d'Huez∗, Hors catégorie (187 km)
| Premier   | Fränk Schleck Luxembourg   | 40 pts |
| Second    | Damiano Cunego Italie      | 36 pts |
| Troisième | Stefano Garzelli Italie    | 32 pts |
| Quatrième | Floyd Landis États-Unis    | 28 pts |
| Cinquième | Andreas Klöden Allemagne   | 24 pts |
| Sixième   | Rubén Lobato Espagne       | 20 pts |
| Septième  | Sylvain Chavanel France    | 16 pts |
| Huitième  | Eddy Mazzoleni Italie      | 14 pts |
| Neuvième  | Carlos Sastre Espagne      | 12 pts |
| Dixième   | Levi Leipheimer États-Unis | 10 pts |

∗Les points attribués dans ces cols hors catégorie, 1re et 2e catégorie sont doublés lorsqu’il s’agit du dernier col de l’étape.